# See
See je peti studijski album novomeške skupine Moveknowledgement, izdan 12. septembra 2014 pri založbi Beton Records.

## Kritični odziv
Odzivi na album so bili večinoma pozitivni. Za RockOnNet je Sandi Sadar Šoba povedal: »Brez mašil in odvečnega sala so Moveknowledgement ustvarili tudi v peto album, ki ga zlahka uvrstimo v predalček najboljših plošč letošnjega leta,« Deja Crnović pa je za Planet SiOL.net rekla, da »See morda ponuja nekoliko manj točk vstopa kot prejšnji album, a ko boste enkrat na potovanju, se vam ne bo ljubilo izstopiti,« in album ocenila z 6 od 7 zvezdic.
Borka pa je za Mladino o strukturi albuma povedala sledeče: »See je tako plošča brez izrazitega singla. Brez izrazitega hita, namenjena predvsem uživanju v kosu. Je vožnja s čvrsto, repetitivno bazo in številnimi dodatki v nadgradnji. Je plošča, s katero ne bodo nanovačili veliko novih fenov, a tudi redke izgubili. Novi kolektivizem.« Albuma numerično ni ocenila.
Redakcija Radia Študent ga je izbrala za najboljši domači album leta – že tretjič zaporedoma, da je bil album skupine Moveknowledgement na prvem mestu (tam sta končala tudi albuma Listen to Nebukadnezar in Pump Down!!!). S strani spletne revije Hrupmag pa je bil album izbran za 2. najboljši domači album leta.

### Priznanja
| objava        | uvrstitev | seznam               |
| ------------- | --------- | -------------------- |
| Radio Študent | 1.        | Naj tolpa bumov 2014 |
| Beehype       | 2.        | Best of 2014         |

## Seznam pesmi
| Št. | Naslov             | Dolžina |
| --- | ------------------ | ------- |
| 1.  | „Talk‟             | 7:15    |
| 2.  | „Moodswings‟       | 4:48    |
| 3.  | „Jehovah‟          | 4:37    |
| 4.  | „On It‟            | 6:52    |
| 5.  | „Already Dead‟     | 4:06    |
| 6.  | „See‟              | 5:52    |
| 7.  | „Born in the Past‟ | 6:37    |
| 8.  | „Bad Day‟          | 5:20    |

## Zasedba

### Moveknowledgement
- N'toko — vokal
- Uroš Weinberger – Wein - kitara, oblikovanje ovitka
- David Cvelbar — bobni
- Miha Šajina — klaviature, miksanje, mastering
- Dejan Slak — bas kitara